# Morgenrot (Berliner Band)
Morgenrot war eine deutsche Rockband, deren Musiker 1975 bis 1984 zusammen Musik machten. 1996 bis 1997 vereinigte sich die Band kurzfristig wieder.
Die Band brachte drei LPs und vier Singles heraus. Während der Reunion 1996/97 wurde die Diskografie noch um eine CD mit Material von den LPs sowie einer Extra-CD und schließlich ein Live-Album ergänzt.

## Geschichte
Sänger Endrick Gerber („Enny“) und Bassist Lutz Woite („Lutze“) kannten sich schon seit den 1960er Jahren. Die beiden gründeten 1974 mit dem Schlagzeuger Ronald Bosien („Ronny“) und dem Gitarristen Christian Günther-Schaller („Krischan“) die Band Iris.
Diese Band benannten sie 1975 in Morgenrot um und nahmen noch den Keyboardspieler Hans-Jürgen Straub („Dübbel“, „Karo Ceh“) in die Band auf, um fortan deutschsprachigen Rock zu spielen. Ihre Ausrüstung verdiente sich die Band mit ihrer eigenen Kneipe und als Bauarbeiter.
Vor allem in Berlin als Liveband erfolgreich, konnte die von Jim Rakete gemanagte Band schließlich im Sommer 1979 bei CBS Records ihre erste LP unter dem Titel Morgenrot herausbringen. Mit diesem Werk gewannen sie 1980 den Deutschen Schallplattenpreis. Im selben Jahr brachten sie die LP Ganz nah dran heraus und 1982 die LP Geld macht glücklich.
Der Band blieb aber der kommerzielle Durchbruch versagt. Nach der 1983 veröffentlichten Single Feuerwehrmann kündigte CBS die Zusammenarbeit mit Morgenrot, so dass eine Ostern 1983 in Berlin aufgenommene Live-LP unveröffentlicht blieb. Da Morgenrot keine andere Plattenfirma fand, begannen die Musiker eigene Projekte.
1996 taten sich die Musiker wieder zu ein paar Liveauftritten zusammen. 1997 erschien bei Green Tree Records eine CD mit Aufnahmen von Liveauftritten in Berlin aus dem Vorjahr und bei Columbia/Sony die Doppel-CD Morgenrot Definitive Collection mit umfangreichem Material von den LPs.

## Diskografie

### LPs
- 1979: Morgenrot
- 1980: Ganz nah dran
- 1982: Geld macht glücklich
- 1997: Definitive Collection
- 1997: Live in Berlin 1996

### Singles
- 1980: Strom
- 1981:  Als ich siebzehn war (Promo)
- 1982: Ca va!
- 1983: Feuerwehrmann
- 1979: Jonny’s Traum  (Musterplatte)
- 1979/80: Teeny Jeeeni  (Musterplatte)
- 1980: Nice And Easy
- 1983: Feuerwehrmann

### CD
- 1997: Morgenrot Definitive Collection (mit 19 Liedern von den LPs und einer Extra CD mit einer Longversion von Ca va!, den Solo-Songs Mein Saxophon, Hundert Tage vor Kairo, Sie bewacht die Nacht und UFO von Krischan (C. Günther-Schaller) und den Titeln Knips mich von L. Woite und C. Günther-Schaller und Hotel Rock von H.-J. Straub und C. Günther-Schaller) bei Columbia/Sony Music Entertainment.

## Soloprojekte der Bandmitglieder

### Solo-Alben Krischan (Christian Günther-Schaller)
- 1984 – 100 Tage vor Kairo

### Solo-Singles Krischan
- 1983 – Mein Saxophon
- 1984 – Unbekanntes Flugobjekt
- 1984 – Sie bewachen die Nacht

### Solo-Singles Enny (Enny Gerber)
- 1983 – Da waren wir noch nie

### Solo-Alben Karo Ceh (KARO)
- 1988 – Heavy Birthday
- 2017 – Heavy Birthday II
- 2018 – Heavy Birthday III